# Olympikus
Olympikus es una marca de calzado y artículos deportivos que pertenecen al grupo de Brasil Vulcabras-Azaleia. La marca ha sido utilizada como el patrocinio de varios equipos, atletas, federaciones, comités y eventos deportivos. En 1997, comenzó a patrocinar la Confederación Brasileña de Voleibol, la provisión de materiales para el brasileño de Voleibol y el patrocinio de algunos atletas brasileños destacados en el deporte, como Bernardinho, Giba y Zé Roberto. En 2009, Olympikus dio sus primeros pasos en el fútbol, convirtiéndose en el patrocinador oficial del  Cruzeiro participante del Brasileirão. En 2011 de Asociación Atlética Argentinos Juniors de la Primera División de Argentina, 2012 del Club Atlético Rosario Central, de la Primera División de Argentina y en 2013 de Tiro Federal del Argentino A. Ambos dejaron de ser patrocinados entre 2013 y 2014.

## Historia
La historia de Olympikus se inicia en 1975, cuando aparecieron sus primeros zapatos, uno de los primeros modelos en piel de Brasil. Poco después, las marcas deportivas internacionales comenzaron a entrar en Brasil y Olympikus comenzó a jugar en los campos de la tecnología espacial, la publicidad y el marketing con estas empresas.
En la década de 1990 la marca se convirtió en el patrocinador de varios atletas y organizaciones. Nombres como Claudinei Quirino, Gustavo Borges, Vanderlei Cordeiro, Maureen Maggi, Gustavo Kuerten, Giba y Bernardinho se convirtieron en los chicos de carteles Olympikus.
Por otra parte, Olympikus comenzó colaboración con la Confederación Brasileña de Voleibol (1997), con el Confederación Brasileña de Atletismo (1999) y el Comité Olímpico Brasileño (1999).
Como resultado de una mayor asociación con el deporte de la empresa decide producir nuevas líneas de ropa con la marca. En 1996, Olympikus ya no es solo una marca de zapatos de marca y empieza a venir estampada en varias prendas deportivas como camisetas y mochilas.
En 2007 la marca fue elegido como uno de los patrocinadores oficiales de los Juegos Panamericanos de Río de Janeiro. Olympikus no solo patrocinó el evento, la delegación brasileña también. 
En 2010 cesa sus operaciones en Chile a causa de malos resultados y dificultad para penetrar en el dinámico mercado nacional.

## Exterior: Argentina
En Argentina, patrocinó a Lanús desde 2009 hasta mitad de 2013, Racing Club de Avellaneda desde 2010 hasta 2013, a Argentinos Juniors desde 2010 hasta 2012 y a Rosario Central desde 2012 hasta 2015 y en 2012 y 2013 a Tiro Federal.